# Obermainisches Hügelland
Als Obermainisches Hügelland (auch: Obermainisches Hügel- und Bergland, seltener Obermainisches Bruchschollenland) wird die Senkenlandschaft des Einzugsgebietes des Main-Oberlaufes bis zur Einmündung der Rodach bezeichnet. 
Das in Nordwest–Südostrichtung 80 km lange und rund 20 km breite Gebiet wird nach Nordosten entlang der Fränkischen Linie durch das Thüringisch-Fränkische Mittelgebirge vom Frankenwald bis zum Fichtelgebirge begrenzt, nach Südwesten von der Fränkischen Alb. Die Landschaft liegt in der Hauptsache im bayerischen Regierungsbezirk Oberfranken, zu kleinen Teilen auch im thüringischen Landkreis Sonneberg. Bekannteste Orte im Inneren sind (von Nordwest nach Südost) Kronach, Kulmbach und Bayreuth; am äußersten Nordrand liegt Sonneberg, am äußersten Westrand Lichtenfels.
Historisch wird die Landschaft in ähnlichen Grenzen auch als Obermainland bezeichnet, jedoch wird dieser unschärfere Begriff heute oft auf die deutlich größere Landschaft der Senken entlang des Obermains bis zur Regnitz-Mündung bzw. sogar bis zum Austritt aus Oberfranken angewendet.

## Lage und Grenzen
Die vergleichsweise scharfe Nordostgrenze des Obermainischen Hügellandes zu Frankenwald, Münchberger Hochfläche und Fichtelgebirge zieht sich entlang der Fränkischen Linie von Sonneberg (Landkreis Sonneberg, Thüringen) nach Oberfranken über Stockheim den Norden Kronachs (beide Landkreis Kronach), Stadtsteinach (Landkreis Kulmbach), Bad Berneck und Goldkronach bis Weidenberg (alle drei Landkreis Bayreuth). Von dort aus folgt die Grenze zum naturräumlich ähnlichen Oberpfälzischen Hügelland über Seybothenreuth (ebenfalls Landkreis Bayreuth) bis südlich Creussens der vergleichsweise unspektakulären, maximal 550 m ü. NHN erreichenden Wasserscheide zwischen Main und Naab, einem Abschnitt der Europäischen Hauptwasserscheide.
Wieder etwas deutlicher, jedoch ohne ausgeprägte Schichtstufe, verläuft die Südwestgrenze zur Frankenalb von südlich über westlich von Creußen über Mistelgau wieder in den Landkreis Kulmbach mit Thurnau und schließlich in den Landkreis Lichtenfels mit Weismain und dort über eine etwas unregelmäßige Nordwestrichtung bis unmittelbar vor die Kreisstadt Lichtenfels. Dort bilden in Richtung Nordosten die Täler des Mains, der Rodach und ab Redwitz der unteren Steinach flussaufwärts eine Grenze zum Itz-Baunach-Hügelland, dem von den Flusstalabschnitten nur der des Mains zugerechnet wird.
Nördlich von Schneckenlohe (Landkreis Kronach) wird die flussaufwärts gesehen nunmehr in Richtung Nordwesten verlaufende Steinach westlich von den – als Grenzhöhenzug noch dem Obermainischen Hügelland zugerechneten – Mönchröden-Beikheimer Bruchschollen-Kuppen flankiert, die im äußersten Nordwesten, südwestlich von Neustadt (Landkreis Coburg) nur das schmale Durchbruchstal der Röden vom Schalkauer Plateau trennt, das dort dem Thüringer Schiefergebirge südlich vorgelagert ist.
Zwar stellen die letztgenannten Flusstalungen und Bruchschollenkuppen eine vergleichsweise scharfe Abgrenzung dar, jedoch trennen sie relativ ähnliche Landschaften voneinander.

## Naturräumliche Gliederung
Naturräumlich stellt das Obermainische Hügelland nach dem Handbuch der naturräumlichen Gliederung Deutschlands eine Haupteinheit dar. Eine weitere Untergliederung in Untereinheiten existiert nur für den Nordwestteil, westlich der Länge 11°20'. Dieses hängt damit zusammen, dass von den Einzelblättern 1:200.000 zum Handbuch nur das Blatt 141 Coburg erschienen ist, während das sich östlich anschließende Blatt 142 Plauen (Süd) und das dem letztgenannten nach Süden folgende Blatt 154/155 Bayreuth nie über das Stadium der Planung hinaus kamen.
Folgende Unter-Naturräume sind ausgewiesen:
- (zu 07 (=D62) Oberpfälzisch-Obermainisches Hügelland)
  - 071 Obermainisches Hügelland 
    - 071.0 Nordöstliches Vorland der Nördlichen Frankenalb
      - 071.00 Lichtenfels-Langheimer Albvorland
      - 071.01 Altenkunstadt-Buchauer Albvorland mit Weismain-Taltrichter

    - 071.1 Redwitz-Kulmbacher Obermaintal
      - 071.10 Redwitzer Talgeflecht
      - 071.11 Burgkunstadt – Kulmbach Maintal

    - 071.2 Küps-Mainleuser Hügelland
      - 071.20 Gärtenroth-Veitlahmer Hügelland
      - 071.21 Burkersdorfer Rhätolias-Hügelland
      - 071.22 Schmölzer Zwickel (Dreieck)'

    - 071.3 Kronach-Kulmbacher Berg- und Hügelland
      - 071.30 Kronach-Mitwitzer Plateau
      - 071.31 Kirchleuser Platte
      - 071.32 Kronach-Kulmbacher Buntsandstein-Rücken

    - 071.4 Mönchröden-Beikheimer Bruchschollen-Kuppen
    - 071.5 Neustadt-Sonneberger Becken
      - 071.50 Einzugsgebiet der Röden
      - 071.51 Der Muppberg (Singularität 5. Ordnung)
      - 071.52 Linder Lösslehm-Ebene
      - 071.53 Rotheuler Hügelland mit Burggruber Pforte